# Kinurenin
L-Kinurenin je metabolit aminokiseline L-triptofan koji se koristi u produkciji niacina. Smatra se da posreduje pojavu tikova.
Kinureninaza katabolizuje konverziju kinurenina u antranilnu kiselinu, dok kinurenin—oksoglutarat transaminaza katabolizuje njegovu konverziju u kinurensku kiselinu. Kinurenin 3-hidroksilaza konvertuje kinurenin do 3-hidroksikinurenina.